# Centro Sportivo Capelense
El Centro Sportivo Capelense es un equipo de fútbol de Brasil que juega en el Alagoano Serie B, la segunda división del estado de Alagoas.

## Historia
Fue fundado el 19 de mayo de 1945 en la ciudad de Capela, Alagoas y es el equipo más famoso del interior del estado de Alagoas, logrando su primer título del Campeonato Alagoano en 1959 al vencer en la final al Clube de Regatas Brasil.
En 1962 vuelve a ser campeón estatal, aunque más tarde terminó abandonando los torneos estatales como otros equipos por problemas financieros, retornando a la competición a inicios de los años 1980 y obteniendo el título del Campeonato Alagoano por tercera vez en 1989, y con ese título clasificó por primera vez a la Copa de Brasil en su segunda edición de 1990, en donde enfrentó al poderoso CR Flamengo de Río de Janeiro, con quien perdió en el marcador global 1-9.
En 1991 vuelve abandonar los torneos oficiales y regresaría hasta en año 2005, ganando el título de la segunda división estatal en 2008.

## Palmarés
- Campeonato Alagoano (3): 1959, 1962, 1989
- Campeonato Alagoano Second Level (1): 2008